# Jonathan Brash
Jonathan James Frederick Brash est un homme politique du Parti travailliste britannique qui est député de Hartlepool depuis 2024.

## Carrière politique
En 2006, Brash devient conseiller du quartier de Burn Valley à Hartlepool. Il quitte son poste en 2016, mais Brash est réélu conseiller en 2021.
Lors des élections générales de 2024, Brash est élu député de Hartlepool avec 46,2 % des voix et remporte le siège face à Jill Mortimer.
Le 11 août 2024, Brash a annoncé qu'il allait quitter son poste de conseiller afin de pouvoir se concentrer sur son rôle de député.
Avant d’être élu député, Brash travaille comme chef du département de psychologie à la Yarm School. Il a également enseigné à la Newcastle School for Boys et est auparavant président du Hartlepool Sixth Form College.